# فريدريك مورتون شارب
فريدريك مورتون شارب هو سياسي كندي، ولد في 22 يناير 1911 في فانكوفر في كندا، وتوفي في 18 أكتوبر 2002. حزبياً، نشط في British Columbia Social Credit Party ‏.